# Hyun Young-min
Hyun Young-min (né le 25 décembre 1979) est un footballeur sud-coréen.